# 明察小會計
《明察小會計》是青木祐子創作的日本輕文學系列作品，插圖由uki繪製。自2016年5月起由集英社旗下的集英社Orange文庫發行。截至2020年5月，系列累計發行量已突破100萬冊。
作品主角是一名27歲任職於會計部的女性上班族，她從各部門提交的收據中發現公司內部的疑點與人際關係問題，並在戀愛情節穿插下，冷靜地處理各種事件，是一系列連作短篇小說。
本作由森こさち改編為漫畫，自2017年11月起於集英社的漫畫雜誌《Cookie》連載。此外也改編為電視劇，於2019年7月起由NHK播出。
在本作出版前的2015年，姊妹作《泡澡專家 天天公司入浴劑開發室》已先行發行。該作以天天公司入浴劑開發室為舞台，描述入社3年的鏡美月與接待員砂川唯美、業務部圓城格馬等人的故事。如同原作，也由森こさち改編為漫畫，自2023年5月發行的《Cookie》7月號起連載至2024年7月發行的9月號止。

## 概要
森若沙名子是中型肥皂製造企業「天天公司」的會計部職員。會計部由新發田部長、任職15年的資深員工田倉勇太郎、入社5年的森若，以及從公關課轉調過來的佐佐木真夕共四人組成。儘管會計部相較於業務部等單位較為低調，仍經常面臨各種與財務相關的棘手問題。
森若喜歡的詞語是「平衡」（Even），座右銘為「不要追兔子」，興趣是獨自觀賞電影。雖然僅處於20多歲後半段，卻深受部長信任，能以自己的節奏確實完成會計部的核心工作。在私人生活方面，她奉行不與公司同事私交過深的原則，除了同期的鏡美月外，幾乎不與其他同事一同用餐。
天天公司內部聚集了形形色色的員工，包括關係惡劣的業務部長與會計部長、作為公司門面的公關人員、透過特殊管道入職的秘書、辦公室女性之間的競爭、無心惹出問題的契約員工，以及以高姿態主張正論的中途入社成員等。會計部成員需從提交的各類報銷憑證中察覺異狀，並予以妥善處理。
在此背景下，個性開朗、善於交際的年輕業務部職員山田太陽開始對森若產生好感並積極接近，使森若原本平穩的生活節奏被打亂。儘管感到困惑，她最終仍答應與對方一同外出用餐。
本作的故事主軸圍繞著天天公司內部的職場人際互動，以及森若與山田之間關係的發展，情節步調平穩地展開。

## 登場角色
森若 沙名子（もりわか さなこ）
本作主角，任職於會計部，未婚。因擅長處理經費報銷業務，常被指定處理臨近甚至超過截止日期的申請。信奉「平衡」的工作原則，堅持依規辦事，對違規要求會明確而迅速地指出問題。因此在業務部之間頗有微詞者亦不在少數。
山田 太陽（やまだ たいよう）
業務部職員，被譽為下一代王牌，負責公司主力企劃「天堂咖啡」並全力投入。因業務性質經常使用經費，與森若經常接觸。雖然在截止期限方面較為隨性，但森若認為他大致遵守規則且程序齊全，對其給予正面評價。曾被希梨香告白但未接受，並被懷疑與曽根崎有關係，實際上他對森若有好感。
新發田 部長（しばた）
會計部部長，與業務部的吉村部長關係不睦。森若形容其表情淡漠、像機器人，因此私下稱他為「沉著的C-3PO」，而吉村則是「暴躁的R2-D2」。
田倉 勇太郎（たくら ゆうたろう）
會計部職員，入社15年，未婚，是森若可靠的前輩。
佐佐木 真夕（ささき まゆ）
會計部職員，未婚，森若的後輩，自稱「笨蛋一枚」。原配屬公關部，但因無法發揮實力，第二年轉至會計部。尊敬森若與皆瀨，對森若不輕易分享私人生活略感遺憾。森若其實對她評價頗高，雖偶有粗心，但願意正面處理錯誤的工作態度備受肯定。
麻吹 美華（あさぶき みか）
自第4集登場，31歲，轉職至會計部的新進職員，曾在多家企業任職，最近來自外商。因服飾多為黑與金且性格強勢，被暱稱為「老虎」，信條為「公平」。能力出色。
鎌本 義和（かまもと よしかず）
業務部職員，山田的前輩，性格古怪，一些女性職員對其敬而遠之。
鏡 美月（かがみ みつき）
研究所成員，專責入浴劑開發，工業大學畢業。森若的同期好友，能提出中肯建議與批評。本人也以工作為重，對戀愛亦有經驗。外型亮麗，為實驗需保持肌膚與髮質良好，最近已訂婚。
為前作《泡澡專家》的主要角色之一。
中島 希梨香（なかじま きりか）
業務部企劃課職員，與真夕互稱名字，推測為同期。對山田有好感並主動告白但遭拒，曾透過真夕散布戀愛傳聞，最後選擇放棄。
皆瀨 織子（みなせ おりこ）
業務部公關課職員，入社15年，已婚。為公司形象代言人，能力出眾。其高額衣裝支出引發經理部關注，森若親自赴公關室查閱影像資料比對實際使用情況。
山崎 柊一（やまざき しゅういち）
業務部銷售課主力，業績遙遙領先。雖能洞察對手並靈活應對，實為化學背景且志願進入技術職。當年因面試簡報表現突出被破格錄用進入業務部。希望調回研究所，已開始逐步將業務交接給山田。森若對他可疑的差旅申請產生疑問，開始探查其動機。
曽根崎 梅莉（そねざき メリー）
空間設計公司「Prime Planning S」的女社長，業務繁忙並多次上媒體。育有一子，負責天堂咖啡的內裝設計，並親力親為參與現場。因無駕照，常請山田陪同出差。森若注意到其在主題樂園消費的報銷憑證，進而追查山田的公司車預約並展開調查。
大谷 咲（おおたに さき）
研究所接待人員，為了實現夢想應徵派遣職，試用期間中。過去是便當店的招牌女孩，負責商品販售但經常對不攏帳務，森若因此介入並進行面談。雖無人惡意，但帳務管理仍存漏洞。
橫山 窗花（よこやま まどか）
總務部庶務課，32歲，不贊成辦公室放置咖啡機，小動物系女性。前來向森若詢問意見，最終令森若捲入辦公室女性之間的派系對立。
玉村 志保（たまむら しほ）
人事部，從地方調任至總公司，贊成設置咖啡機，風格樸素。
有本 瑪莉娜（ありもと マリナ）
總務部秘書課職員，風格華麗，傳聞為社長情婦。曾寄信給森若並留言請其不閱即刪。後因其款項出現問題，希梨香請山田協助復原郵件資料。
熊井 良人（くまい よしと）
製造部職員，現駐靜岡工廠單身赴任，與田倉夫婦為高中橄欖球隊舊識，自認不擅處理經費。森若查閱其預支紀錄時，發現疑似循環墊付行為，感到可疑。
室田 千晶（むろた ちあき）
業務部公關課契約職員，負責展示廳。前任毫無作為，千晶則主動佈置換景，表現出色，被任命協助織子工作。為爭取正職機會，她可能自費添購展示品，森若對此有所懷疑。
馬垣 和雄（まがき かずお）
業務部企劃課中堅職員，外表能幹實則畏責。曾在本社出包被調至靜岡工廠，後再回總公司。接手希梨香專案時，擅自核可外包成果並企圖重複報支，引發問題擴大。
平松 由香利（ひらまつ ゆかり）
總務部職員。森若對其更換禮儀課程講師、轉單至風評較差的廠商，並打算向同廠發出租賃訂單之舉感到懷疑。

## 已出版书籍清单

### 小说
- 青木祐子（著）・cake（イラスト）、『風呂ソムリエ 天天コーポレーション入浴剤開発室』集英社〈集英社オレンジ文庫〉、2015年4月17日発売、ISBN 978-4-08-680016-7
- 青木祐子（著）・uki（イラスト）、集英社〈集英社オレンジ文庫〉、既刊11巻（2023年11月16日現在）
  - 『これは経費で落ちません！ 〜経理部の森若さん〜』2016年5月25日第1刷発行（5月20日発売）、ISBN 978-4-08-680082-2
  - 『これは経費で落ちません！2 〜経理部の森若さん〜』2017年4月25日第1刷発行（4月20日発売）、ISBN 978-4-08-680128-7
  - 『これは経費で落ちません！3 〜経理部の森若さん〜』2017年10月25日第1刷発行（10月20日発売）、ISBN 978-4-08-680151-5
  - 『これは経費で落ちません！4 〜経理部の森若さん〜』2018年6月26日第1刷発行（6月21日発売）、ISBN 978-4-08-680195-9
  - 『これは経費で落ちません！5 〜落としてください森若さん〜』2019年2月25日第1刷発行（2月20日発売）、ISBN 978-4-08-680238-3
  - 『これは経費で落ちません！6 〜経理部の森若さん〜』2019年7月24日第1刷発行（7月19日発売）、ISBN 978-4-08-680262-8
  - 『これは経費で落ちません！7 〜経理部の森若さん〜』2020年5月25日第1刷発行（5月20日発売）、ISBN 978-4-08-680318-2
  - 『これは経費で落ちません！8 〜経理部の森若さん〜』2021年4月25日第1刷発行（4月20日発売）、ISBN 978-4-08-680373-1
  - 『これは経費で落ちません！9 〜経理部の森若さん〜』2022年3月23日第1刷発行（3月18日発売）、ISBN 978-4-08-680437-0
  - 『これは経費で落ちません！10 〜経理部の森若さん〜』2022年12月25日第1刷発行（12月20日発売）、ISBN 978-4-08-680479-0
  - 『これは経費で落ちません！11 〜経理部の森若さん〜』2023年11月16日発売、ISBN 978-4-0868-0526-1
  - 『これは経費で落ちません！12 〜経理部の森若さん〜』2024年10月17日発売、ISBN 978-4-08-680581-0

### 漫画
- 青木祐子（原作）・森こさち（作画） 『これは経費で落ちません！』 集英社〈マーガレットコミックス〉、既刊14巻（2025年3月25日現在）
  1. 2018年11月22日発売[10][11]、ISBN 978-4-08-844116-0
  2. 2019年6月25日発売[12]、ISBN 978-4-08-844205-1
  3. 2019年9月25日発売[13]、ISBN 978-4-08-844241-9
  4. 2020年4月24日発売[14]、ISBN 978-4-08-844311-9
  5. 2020年10月23日発売[15]、ISBN 978-4-08-844377-5
  6. 2021年3月25日発売[16]、ISBN 978-4-08-844459-8
  7. 2021年9月24日発売[17]、ISBN 978-4-08-844548-9
  8. 2022年1月25日発売[18]、ISBN 978-4-08-844619-6
  9. 2022年7月25日発売[19]、ISBN 978-4-08-844666-0
  10. 2023年1月25日発売[20]、ISBN 978-4-08-844758-2
  11. 2023年7月25日発売[21]、ISBN 978-4-08-844770-4
  12. 2024年1月25日発売[22]、ISBN 978-4-08-844892-3
  13. 2024年9月25日発売[23]、ISBN 978-4-08-843038-6
  14. 2025年3月25日発売[24]、ISBN 978-4-08-843101-7
- 青木祐子（原作）・森こさち（作画） 『風呂ソムリエ 天天コーポレーション入浴剤開発室』 集英社〈マーガレットコミックス〉、2024年9月25日発売[25]、ISBN 978-4-08-843053-9

## 電視劇
本劇於2019年7月26日至9月27日期間，在NHK綜合頻道的「電視劇10」時段播出。主演為多部未華子。
此外，亦於NHK BS4K自2019年7月24日至9月25日期間每週三19時至19時50分搶先播出。4K版本於年末年初期間，也進行了一次連續重播，播出時間為2019年12月30日（週一）至2020年1月3日（週五）上午9時30分至11時09分（連續5天、每日播放2集）。
由於年初重播第7集時因地震速報中斷，該集改於2020年1月18日（週六）凌晨2時40分至3時29分（即1月17日深夜）重新播出。關於第7集的重播資訊，NHK戲劇官方推特亦於2020年1月16日進行通知。
由於反應熱烈，原本計畫推出續集，惟因種種原因導致時程未能配合，多部未華子最終辭演，續集製作亦隨之中止。

### 演員陣容

#### 天天公司
會計部
- 森若沙名子 - 多部未華子
- 佐佐木真夕 - 伊藤沙莉
- 田倉勇太郎 - 平山浩行
- 新發田英輝 - 吹越滿
- 麻吹美華 - 江口德子

營業部
- 山田太陽 - 重岡大毅（傑尼斯WEST）
- 山崎柊一 - 桐山漣
- 中島希梨香 - 松井愛莉
- 吉村晃廣 - 角田晃廣
- 鎌本義和 - 高橋洋
- 澤井博之 - 林田直樹
- 奧田雅人 - 濱嵜凌
- 溝口彩香 - 乙倉遙
- 高岡奈央子 - 渥美友里惠
- 下村純子 - 大川原咲
- 森本拓馬 - 蒼井遼

營業部公關課
- 皆瀨織子 - 片瀨那奈
- 室田千晶 - 真魚
- 野瀨泰 - 阿部翔平

總務部
- 新島宗一郎 - モロ師岡
- 橫山窗花 - 伊藤麻實子
- 石川有希 - 秋里由佳
- 吉田綠 - 井上明日香
- 上野圭子 - 西山なずな
- 後藤道行 - 中松俊哉
- 谷川翔太 - 稻葉年哉

其他部門
- 鏡美月（研發室） - 韓英惠
- 有本瑪莉娜（總務部秘書課） - Becky
- 圓城格馬（專務董事） - 橋本淳

#### 客串角色
※若出現多次，則會於括號中標註。
第1話
- 曽根崎美麗（Planet Planning 空間設計師） - 藤原紀香

- 曽根崎由美（美麗的女兒） - 高松咲希

- Chico醬（聲音） - 木村祐一

第2話
- 皆瀨知也（織子的丈夫） - ダイキ（第1話・第8話）

- 秦野（向森若採訪的記者） - 西堀亮（マシンガンズ）

- 貝里希莫（義大利廚師） - 弗朗切斯科·貝利施莫

- 小鈴（與知也有聯繫的模特兒） - 坂ノ上茜

- 機槍瀧田（織子出演的電視購物主持人） - 瀧澤秀一（マシンガンズ）

第3話
- 馬垣和雄（營業部） - 岡崎體育

- 森若所觀看的戲劇女主角 - 磯山沙也加

- 篠崎社長（展示公司社長） - 大鷹明良

- 平松由香利（總務部） - 平岩紙（第2話、第4話）

第4話
- 三並愛美（講座講師） - 須藤理彩

- 熊井良人（製造部靜岡工廠員工） - 山中崇（第5話）

第5話
- 熊井知歌（熊井的妻子） - 黑坂真美

- 熊井理實（熊井的女兒） - 古川凜

- 熊井的兒子 - 內藤心希

- 尾田（製造部靜岡工廠員工） - 湯江タケユキ

- 濱山社長（與熊井有往來的公司社長） - 住田隆

第7話
- 留田辰彥（製造部仙台工廠員工，肥皂大師） - でんでん（40年前：大岩善隆）

- 藤見愛（製造部仙台工廠員工，留田的接班人） - 森田望智

- 住谷光男（製造部仙台工廠廠長） - 小松和重

- 荒井樹菜（太陽的前女友） - 筧美和子（第8話）

- 木島清三（製造部仙台工廠前員工，留田的師父） - 長谷川公彦

- 留田的妻子 - 清水紀子

第8話
- Alessandro（視覺系樂團 CAROLINE 成員） - 綠川裕宇（0.1g的誤算）

第9話
- Lee（麻吹的熟人） - 水牛吾郎A

- 土井健介（Sunlife Cosme 執行董事） - 宇納佑（最終話）

- 上野（企業併購顧問） - 有山尚宏

### 製作
- 原作者：青木裕子
- 剧本：渡边千穗、藤平久子、蛭田直美
- 音乐：安田敏之
- 主题曲：阿部真央《如果是你，会怎么做？》 [35]
- 制作主管：管原浩 (NHK)、坂下哲也 (AX-ON)
- 制作人：難波利昭、戶谷志帆梨、岡宅真由美
- 导演：中岛悟、松永洋一、本多繁勝
- 制作/写作：NHK、AX-ON

### 播出时间表
| 放送回 | 放送日  | 放送日  | サブタイトル               | ラテ欄                               | 脚本     | 演出     | 視聴率 |
| 放送回 | 総合    | BS4K    | サブタイトル               | ラテ欄                               | 脚本     | 演出     | 総合   |
| ------ | ------- | ------- | -------------------------- | ------------------------------------ | -------- | -------- | ------ |
| 第1話  | 7月26日 | 7月24日 | 経理部の森若さんの巻       | 経理女子が領収書に隠れたワケに迫る!  | 渡辺千穂 | 中島悟   | 6.5    |
| 第2話  | 8月02日 | 7月31日 | 落とす女、落とせない女の巻 | 広告塔の浪費に堅物女子が一念発起!?   | 渡辺千穂 | 中島悟   | 5.8    |
| 第3話  | 8月09日 | 8月07日 | 逃げる男の巻               | 逃げる男に要注意                     | 藤平久子 | 中島悟   | 7.3    |
| 第4話  | 8月16日 | 8月14日 | 女の明日とコーヒー戦争の巻 | 発注先は意識高い系講師!?             | 渡辺千穂 | 松永洋一 | 5.2    |
| 第5話  | 8月23日 | 8月21日 | 流された男の巻             | 経理部員が不正?! 先輩の謎            | 藤平久子 | 松永洋一 | 6.9    |
| 第6話  | 8月30日 | 8月28日 | うさぎとタイガーの巻       | 新人と秘書バトル                     | 蛭田直美 | 中島悟   | 6.2    |
| 第7話  | 9月06日 | 9月04日 | 石けんの秘密とキスの巻     | 石けん職人の秘密とキスの巻           | 蛭田直美 | 本多繁勝 | 5.5    |
| 第8話  | 9月13日 | 9月11日 | 嘘つきとノベルティの巻     | 専務登場! どうなるノベルティバッグ!? | 蛭田直美 | 中島悟   | 6.6    |
| 第9話  | 9月20日 | 9月18日 | 水曜日の領収書の巻         | 部長たちの空接待? 水曜の領収書を追え | 渡辺千穂 | 松永洋一 | 7.6    |
| 最終話 | 9月27日 | 9月25日 | どうしますか、森若さんの巻 | 最終話!! どうする森若さん            | 渡辺千穂 | 中島悟   | 8.5    |

### 奖项
- 第57届（2019年）银河奖电视类奖项
  - 鼓励奖
  - 个人奖（伊藤沙莉） [註 1]
- 2020年东京电视剧奖
  - 优秀奖[36]
  - 最佳女配角（伊藤沙莉） [36]